# 普林斯頓 (北卡羅萊納州)
普林斯頓（英語：Princeton）是一個位於美國北卡羅萊納州約翰斯頓縣的城鎮。

## 人口
根據2020年美國人口普查的數據，普林斯頓的面積為3.00平方千米，皆為陸地。當地共有人口1315人，而人口密度為每平方千米438人。